# Balta

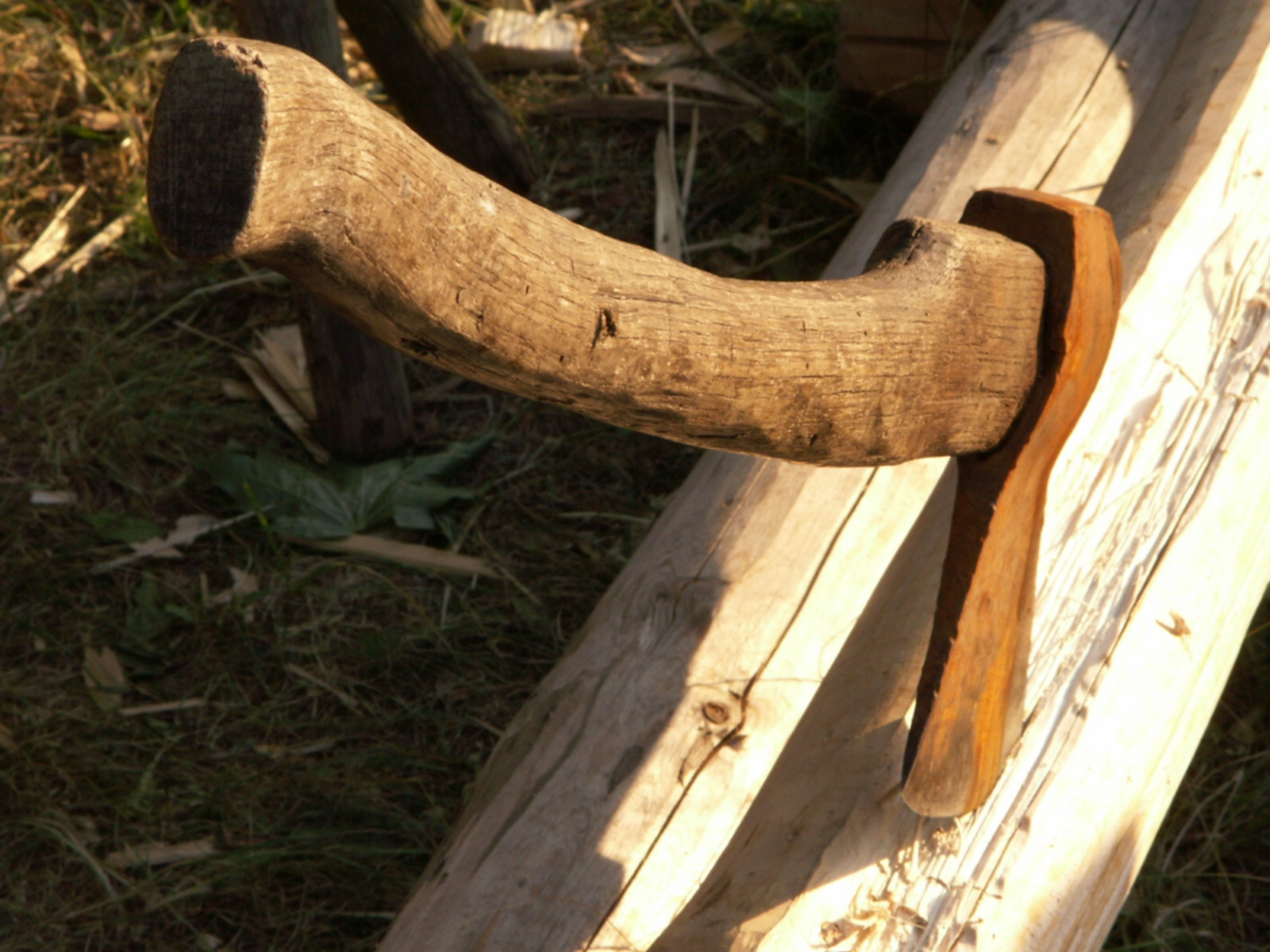
Balta

A balta kéziszerszám. Általában faragáshoz, aprításhoz, hasításhoz vagy lyukasztáshoz használjuk. A múltban fegyverként és vallási tárgyként is használták. Gyakori heraldikai szimbólum volt. Lásd: bárd (heraldika).
A baltához hasonló eszköz a fejsze és a szekerce, valamint a szalu és csatabárd is. (Ez utóbbihoz hasonlít az észak-amerikai indiánok tomahawk nevű fegyvere is.) Felépítésük (nyél és vágóéllel ellátott fejrész) megegyezik, de kialakításukban, fejkiképzésükben változatosan eltérhetnek. Méret szerint a balta a fák kivágására használt, két kézzel forgatott, nagyobb fejsze és az ács-kéziszerszámnak használt, kisebb méretű szekerce között helyezkedik el.

## Részei

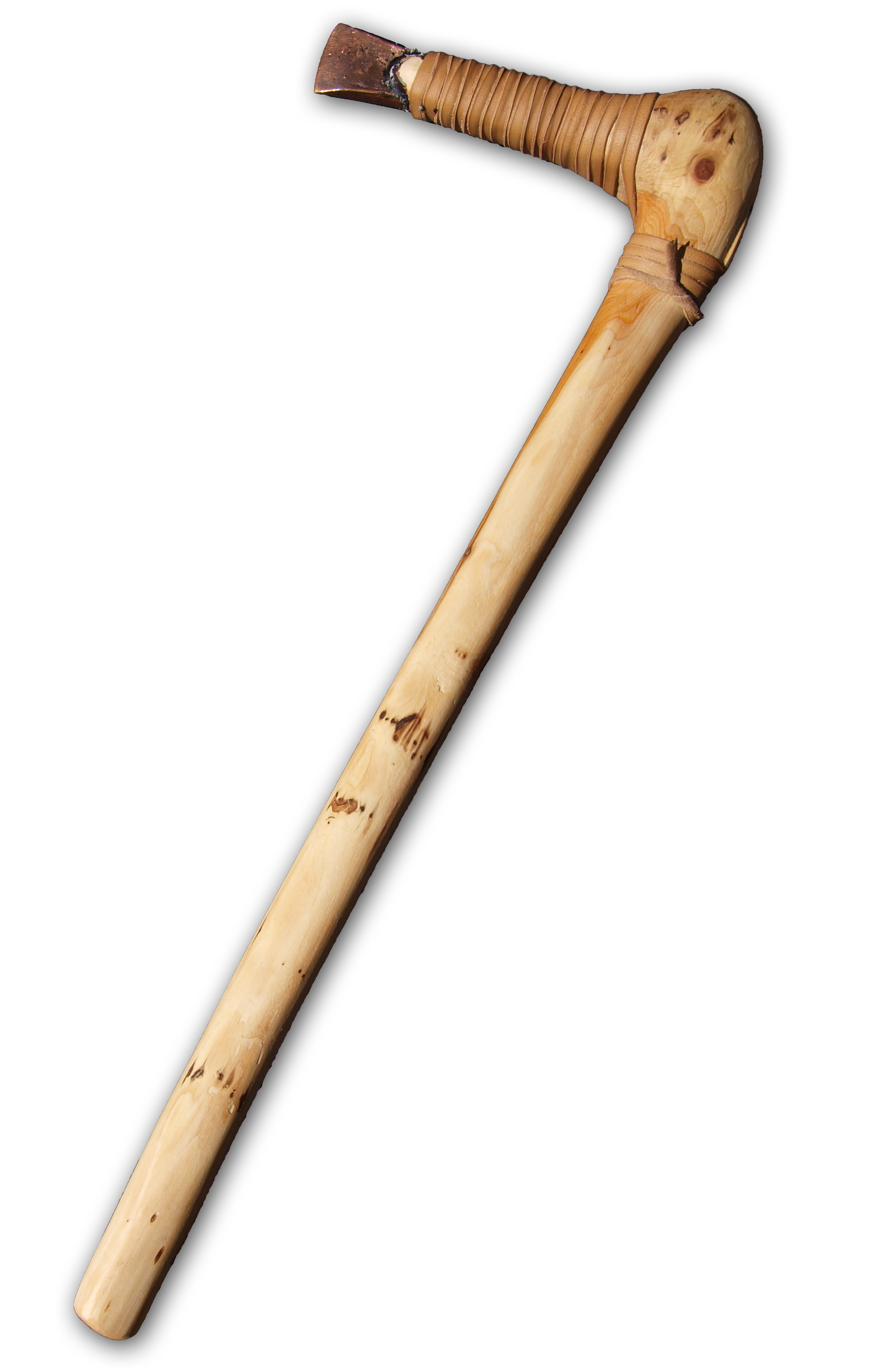
Ötzi rekonstruált rézbaltája i.e. 3300-ból

A balta általában két részből áll: a baltanyélből és a hozzáerősített baltafejből. A baltanyél leggyakrabban fából, a kőkorszakban csontból készült, a modern korban előfordul a műanyagból készült nyél is. A baltafej régen kőből, rézből, bronzból, napjainkban vasból, acélból készül. A baltafej lehet kettős élű vagy mindkét végén kiélezett. A balta egy egyszerű gép, az ék egyik formája.

## Irodalom

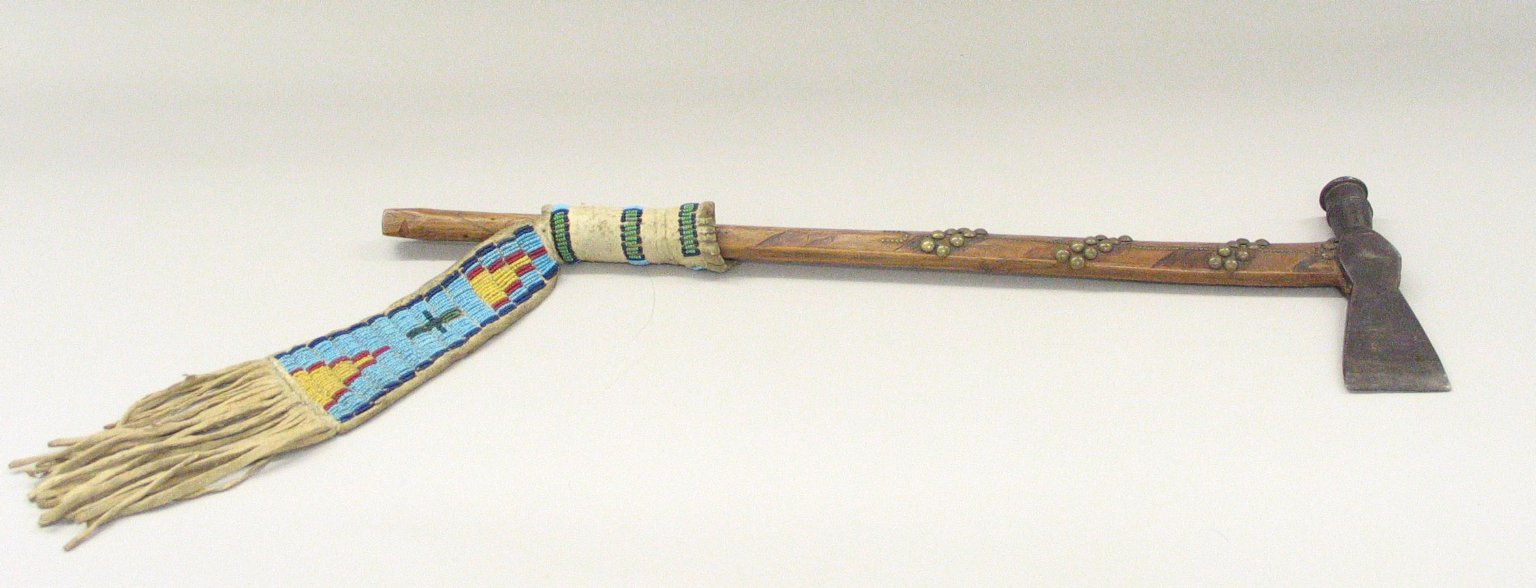
Díszes Észak-amerikai indián tomahawk az 1900-as évek elejéről.

## Története
Már a kőkorszakban is készítettek primitív kőbaltákat, az első kézibalták i. e. 30 000 körül már gyakori szerszámok voltak. Primitív formája, amikor követ fadarabra vagy nyélre erősítették,  nem elválasztható a szalukapától.  Az első rézből készült baltákat Egyiptomban készítették i. e. 4000 körül, ezt később bronz- majd vasbalta követett. A balta fejét többféle módon rögzítették a nyélhez: fanyélhez vagy annak hasítékába kötözték illetve csontfoglalatba tették. A középkorban már vasfejű baltákat használtak, általában hosszú nyéllel, ez lehetővé tette Európa és Amerika nagy erdőségeinek kiirtását. A mai korban általában acélfejű baltákat használnak. Napjainkban azonban a balta használata visszaszorult, átadta helyét a motoros fűrészeknek és más famegmunkáló gépeknek.

### Neolitikus balták
- W. Borkowski, Krzemionki mining complex (Varsó, 1995.)
- P. Pétrequin, La hache de pierre: carrières vosgiennes et échanges de lames polies pendant le néolithique (5400 - 2100 av. J.-C.) (exposition musées d'Auxerre Musée d'Art et d'Histoire) (Párizs, Ed. Errance, 1995).
- R. Bradley/M. Edmonds, Interpreting the axe trade: production and exchange in Neolithic Britain (1993).

### Középkori balták
- Schulze, André (Hrsg.): Mittelalterliche Kampfesweisen. Band 2: Kriegshammer, Schild und Kolben. - Mainz am Rhein: Zabern, 2007. - ISBN 3-8053-3736-1

## Kapcsolódó szócikk
- Fokos